# Esmeralda (série télévisée, 1970)
Pour les articles homonymes, voir Esmeralda.
Esmeralda est une telenovela vénézuélienne diffusée en 1970 - 1971 par Venevisión.

## Distribution
- Lupita Ferrer : Esmeralda Rivera Peñalver
- José Bardina : Juan Pablo Peñalver
- Eva Blanco : Blanca de Peñalver
- Hugo Pimentel : Rodolfo Peñalver
- Esperanza Magaz : Dominga Rivera
- Adita Riera : Graciela Peñalver
- Hilda Breer : Sara Liñares Peñalver
- Orangel Delfín : Dr. Marcos Malavér
- Néstor Zavarce : Adrián Lucero
- Ivonne Attas : Silvia Zamora
- Humberto García : Dr. Jorge Lazcano
- José Oliva : Trinidad
- Caridad Canelón : Florecita
- Libertad Lamarque : Sor Piedad
- Lolita Alvarez
- Martín Lantigua : "El bobo" Alipio
- Lucila Herrera : Hortensia
- Soraya Sanz
- Cristina Fontana : Chana
- Aura Sulbarán
- Sonia Glenn
- Martha Lancaste
- Soledad Rojas
- Francisco Ferrari
- Elena Fariaz

## Diffusion internationale
| Pays       | Chaîne                 | Titre     | Série première |
| ---------- | ---------------------- | --------- | -------------- |
| Venezuela  | Venevisión             | Esmeralda | 1970           |
| Chili      | Canal 13               | Esmeralda |                |
| Pérou      | Canal 4                | Esmeralda |                |
| Porto Rico | Telecadena Pérez Perry | Esmeralda |                |

## Versions
- Topacio (1984), réalisé par Luis Alberto Lamata et Luis Manzo, produit par Jorge Gherardi et Omar Pin pour RCTV; avec Grecia Colmenares et Victor Cámara.
- Esmeralda (1997), réalisé par Beatriz Sheridan, produit par Salvador Mejía pour Televisa; avec Leticia Calderón et Fernando Colunga.
- Esmeralda (2004), réalisé par Henrique Zambelli et Rogério García, produit par Jacques Lagôa, Henrique Martins et Luiz Antônio Piá pour SBT; avec Bianca Castanho et Cláudio Lins.